# Луис, Джамал
Джама́л Пи́арас Лу́ис (англ. Jamal Piaras Lewis; родился 25 января 1998, Лутон, Англия) — североирландский футболист, левый защитник клуба «Ньюкасл Юнайтед» и национальную сборную Северной Ирландии.

## Клубная карьера
Будучи подростком, Джамал занимался лёгкой атлетикой и был в составе школьной сборной Англии по бегу на 800 метров, занимая места в первой пятёрке. Кроме того, он начал заниматься футболом, тренируясь в футбольной академии клуба «Лутон Таун», а затем и «Норвич Сити». В 2016 году подписал профессиональный контракт с «Норвич Сити», а 31 июля 2017 года продлил его до 2021 года. В основном составе «канареек» Льюс дебютировал 22 декабря 2017 года в матче Чемпионшипа против «Брентфорда», выйдя на замену Марко Штиперману. Четыре дня спустя, 26 декабря, Джамал впервые вышел в стартовом составе «Норвича» в матче против «Бирмингем Сити». 17 января 2018 года он забил первый в своей профессиональной карьере гол: это произошло на 93-й минуте переигровки третьего раунда Кубка Англии против «Челси».
В сентябре 2018 года Джамал Льюс был признан лучшим молодым игроком месяца в Английской футбольной лиге (EFL Young Player of the Month). 10 октября 2018 года подписал новый контракт с клубом до июня 2023 года. В марте 2019 года был включён в символическую «команду года» Чемпионшипа по итогам сезона 2018/19.
8 сентября 2020 года перешёл в «Ньюкасл Юнайтед» за 15 млн фунтов (20 млн фунтов с учётом бонусов), подписав с клубом пятилетний контракт.

## Карьера в сборной
Луис родился в Англии, но его мать родилась в Белфасте, и Джамал принял решение выступать за сборную Северной Ирландии. В 2016 году он провёл три матча за сборную Северной Ирландии до 19 лет, а в июне 2017 года провёл одну игру за молодёжную сборную.
В марте 2018 года Луис был вызван в состав главной сборной Северной Ирландии. 24 марта 2018 года дебютировал за сборную, сыграв полный матч в товарищеской игре против Южной Кореи.

## Достижения

### Личные достижения
- Молодой игрок месяца в Английской футбольной лиге: сентябрь 2018 года[3]
- Член «команды года» Чемпионшипа: 2018/19[10]

## Статистика выступлений
| Клуб             | Сезон            | Лига             | Лига | Лига | Кубок страны | Кубок страны | Кубок лиги | Кубок лиги | Прочие | Прочие | Итого | Итого |
| Клуб             | Сезон            | Дивизион         | Игры | Голы | Игры         | Голы         | Игры       | Голы       | Игры   | Голы   | Игры  | Голы  |
| ---------------- | ---------------- | ---------------- | ---- | ---- | ------------ | ------------ | ---------- | ---------- | ------ | ------ | ----- | ----- |
| Норвич Сити      | 2016/17          | Чемпионшип       | 0    | 0    | 0            | 0            | 0          | 0          | 0      | 0      | 0     | 0     |
| Норвич Сити      | 2017/18          | Чемпионшип       | 22   | 0    | 2            | 1            | 0          | 0          | 0      | 0      | 24    | 1     |
| Норвич Сити      | 2018/19          | Чемпионшип       | 42   | 0    | 0            | 0            | 2          | 0          | 0      | 0      | 44    | 0     |
| Норвич Сити      | 2019/20          | Премьер-лига     | 28   | 1    | 4            | 0            | 0          | 0          | —      | —      | 32    | 1     |
| Всего за карьеру | Всего за карьеру | Всего за карьеру | 92   | 1    | 6            | 1            | 2          | 0          | 0      | 0      | 100   | 2     |